# Mittelherwigsdorf
Mittelherwigsdorf est une commune de Saxe (Allemagne), située dans l'arrondissement de Görlitz, dans le district de Dresde.

## Personnalités liées à la ville
- Heinrich Moritz Willkomm (1821-1895), botaniste né à Mittelherwigsdorf